# Računajte na nas
»Računajte na nas« je jugoslovanska domoljubna pesem novosadske skupine Rani mraz v postavi Đorđe Balašević, Verica Todorović, Biljana Krstić in Bora Đorđević. Avtor besedila in glasbe je Đorđe Balašević, ploščo pa je izdala Produkcija gramofonskih plošč Radio televizije Beograd. Prva izdaja plošče je izšla v 15.000 izvodih, čemur sta sledila dva ponatisa v 20.000 in 15.000 izvodih.
Po zaslugi drugačnega obravnavanja jugoslovanske revolucije v primerjavi z dotedanjimi socrealističnimi pesmimi je »Računajte na nas« hitro prerasla v generacijsko himno, ki se je vrtela ob vsaki priložnosti.
Ljubljanska punk skupina Pankrti je Balaševiću odgovorila s posmehljivo pesmijo »Računite z nami«. Priredbo pesmi je dvajset let pozneje posnela glasbena skupina Zaklonišče prepeva.
Po razpadu Jugoslavije se je Balašević oddaljil od pesmi in jo prenehal izvajati na koncertih.